# Lognes
Lognes (franskt uttal: [lɔɲ]
 ( lyssna)) är en kommun i departementet Seine-et-Marne i regionen Île-de-France i norra Frankrike. Kommunen ligger i kantonen Champs-sur-Marne som tillhör arrondissementet Torcy. År 2022 hade Lognes 14 678 invånare.

## Befolkningsutveckling
| Befolkningsutvecklingen i Lognes 1968–2021 | Befolkningsutvecklingen i Lognes 1968–2021 | Befolkningsutvecklingen i Lognes 1968–2021 | Befolkningsutvecklingen i Lognes 1968–2021 | Befolkningsutvecklingen i Lognes 1968–2021 |
| ------------------------------------------ | ------------------------------------------ | ------------------------------------------ | ------------------------------------------ | ------------------------------------------ |
|                                            |                                            |                                            |                                            |                                            |
| År                                         |                                            |                                            | Folkmängd                                  |                                            |
| 1968                                       | 1968                                       |                                            | 297                                        |                                            |
| 1975                                       | 1975                                       |                                            | 248                                        |                                            |
| 1982                                       | 1982                                       |                                            | 1 707                                      |                                            |
| 1990                                       | 1990                                       |                                            | 12 973                                     |                                            |
| 1999                                       | 1999                                       |                                            | 14 215                                     |                                            |
| 2007                                       | 2007                                       |                                            | 14 738                                     |                                            |
| 2015                                       | 2015                                       |                                            | 14 021                                     |                                            |
| 2021                                       | 2021                                       |                                            | 14 650                                     |                                            |